# Mikołaj Obrycki
Mikołaj Obrycki (ur. 6 sierpnia 1977 w Szczecinie zm. 25 lipca 2025 w Szczecinie.) – polski malarz, grafik, rzeźbiarz;  twórca sztuki abstrakcyjnej i figuratywnej.

## Życie i twórczość
Mikołaj Obrycki urodził się 6 sierpnia 1977 r. w Szczecinie. W latach 1997–2003 studiował malarstwo, grafikę i rzeźbę na Akademii Sztuk Pięknych w Poznaniu. Uzyskał dyplom z malarstwa w pracowni artystycznej prof. Jerzego Kałuckiego. Jego pierwsza wystawa odbyła się w Szczecinie w 1994 roku, na długo jeszcze, zanim rozpoczął studia. Obrazy Obryckiego można podzielić na abstrakcyjne, figuratywne, pejzaże morskie i martwe natury kwiatowe. W wielu dziełach kategorie te przenikają się, tworząc rozwibrowaną przestrzeń malarską. Prace Obryckiego prezentowane były na Światowych Targach Sztuki Art Basel 2021 w Miami; ponadto na wielu wystawach w kraju i za granicą. 

### Wybrane wystawy
- 2021 Art Basel Miami
- 2019 Powracające sny, Galeria Filharmonia Szczecińska, Szczecin
- 2019 Monochromy, Galeria Garbary, Poznań
- 2018 Udział w Ogólnopolskim Konkursie Filmów niezależnych OKFA: Powracające sny.]
- 2016 Master Shot, Fundacja Czapski Art foundation, Poznań
- 2016 Kurs na niezależność, Arteon,
- 2015 Galeria Browarna, Łowicz,
- 2014 Zwierciadło, Galeria Garbary, Poznań
- 2012 Udział w Festiwau Polskiego Malarstwa Współczesnego, Szczecin
- 2012 Anecdotes, Bochenska Gallery, Warszawa
- 2012 Galeria Atelier, Sopot
- Witkacy, Galeria Garbary 48, Poznań
- Okresy twórczości, Galeria Pałac, Lubostroń
- 2011 Metamorfozy, Galeria BWA, Sieradz
- 2011 Ramin, Niemcy
- 2011 Okolice Jazzu, Galeria Schowek, Szczecin
- 2011 Odsłony kobiecości, Polswiss Art, Warszawa
- 2010 Napiórkowska Gallery, Warszawa
- 2010 Galeria Art Galle, Szczecin
- 2010 Udział w Festiwalu Polskiego Malarstwa Współczesnego, Szczecin
- 2009 Celebrities, Galeria Cocordia, Poznań
- 2007 Stary Browar, Poznań
- 2007 Art Fair Sollentuna, Sztokholm
- 2006 Art Space Gallery, Londyn
- 2006 Art Du Nu, Art Fair, Paryż
- 2005 Obrazy, Galeria Sainte Marthe, Paryż
- 2004 Wystawa zbiorowa, Galeria BWA, Legnica
- 2004 Pejzaże, Dune art Gallery, Kopenhaga
- 2003 Wystawa Dyplomowa, Arsenal Galeria, Poznań
- 2002 Nowe obrazy, Polony Galeria, Poznań
- 2000 Udział w wystawie zbiorowej, Stary Browar, Pos Auspicjami Kulczyk Art Foundation, Poznań